# Alejandro Sanz
Alejandro Sanz, punim imenom Alejandro Sánchez Pizarro (Madrid, 18. prosinca 1968.), Grammy-jem nagrađen španjolski kantautor. 

## Životopis
Alejandro Sanz počeo je svirati gitaru sa sedam godina, a prve pjesme skladao je već tri godine kasnije. Sa 16 godina Alejandro Sanz snimio je pjesmu Los Chulos Son Pa' Cuidarlos. Njegov službeni debitantski album Viviendo Deprisa izdan je, međutim, 1991. godine kada i potpisuje ugovor s diskografskom kućom Warner Music. Si Tú Me Miras uslijedio je 1993. godine, u suradnji s glazbenicima kao što su Nacho Mañó, Chris Cameron i Paco de Lucía. Album Alejandro Sanz 3 snimljen je u Veneciji, a producirali su ga Miguel Angel Arenas i Emanuele Ruffinengo.
S albumima Más (1997.) i El Alma Al Aire (2000.) španjolski kantautor ostvario je prve međunarodne uspjehe. 
Postao je i prvi španjolski pjevač koji je 2001. godine snimio Unplugged album za MTV.
Uspješni album No Es Lo Mismo snimio je 2003. godine. 
Dana 25. rujna 2006. godine izdan je hit-single A La Primera Persona kao najava novog albuma El Tren de los Momentos (izdanje: 7. studenoga 2006.), koji je postao vrlo uspješan ponajviše zahvaljujući strastvenom duetu Te lo Agradezco, Pero No sa Shakirom.

## Zanimljivosti
Na lijevom ramenu ima tetoviranu glavu bika sa slike Guernica Pabla Picassa.
Osvojio je 15 nagrada Grammy (1 regularni Grammy i 14 nagrada Latin Grammy) i prodao više od 20 milijuna albuma širem svijeta.
Sa Shakirom je snimio mega-popularni hit duet "La Tortura", objavljen na njezinom albumu, kao i pjesmu "Te lo Agradezco, Pero No" s albuma "El tren de los momentos".

## Diskografija
- 1989.: Los chulos son pa' cuidarlos (Alejandro Magno)
- 1991.: Viviendo deprisa
- 1993.: Si tú me miras
- 1994.: Básico
- 1995.: Alejandro Sanz 3
- 1996.: Alejandro Sanz 3 in Italian / Alejandro Sanz 3 in Portuguese
- 1997.: Más
- 1998.: Edición Especial Gira 98
- 1999.: Best of Alejandro Sanz (samo u SAD-u)
- 2000.: El alma al aire
- 2001.: El alma al aire (edición especial)
- 2001.: MTV Unplugged
- 2003.: No es lo mismo
- 2004.: No es lo mismo (edición especial gira)
- 2004.: Grandes éxitos 91_04
- 2006.: Reissue of all his albums (remiksirano s extra dodacima)
- 2006.: El tren de los momentos

## Vanjske poveznice
- Alejandro Sanz's Official Site
- www.AlejandroSanz.ws  Arhivirana inačica izvorne stranice od 17. rujna 2020. (Wayback Machine) Alejandro Sanz's Fan Site